# لورین هیلاس
لورین هیلاس (انگلیسی: Lorraine Hillas؛ زادهٔ ۱۱ دسامبر ۱۹۶۱) بازیکن هاکی روی چمن اهل استرالیا بود.